# تنها یکبار زندگی می‌کنید (فیلم ۱۹۳۷)
تنها یکبار زندگی می‌کنید فیلمی در ژانر جنایی و درام به کارگردانی فرینتس لانگ با بازی هنری فوندا و سیلویا سیدنی است.
این فیلم از اولین فیلم نوآر‌ها شناخته می‌شود. این فیلم دومین فیلم به کارگردانی فرینتس لانگ در ایالات متحده آمریکا است.